# Barthel Motor Company
Barthel Motor Company war ein US-amerikanischer Hersteller von Automobilen.

## Unternehmensgeschichte
Oliver E. Barthel war zusammen mit Henry Ford bei der Detroit Automobile Company tätig. Er verließ dieses Unternehmen im Streit. 1903 gründete er mit finanzieller Hilfe der Brüder Davis das Unternehmen in Detroit in Michigan. James E. Davis wurde Präsident, Charles Davis Sekretär und Barthel Ingenieur. Das erste Fahrzeug war im November 1903 fertig und im Januar das zweite. Der Markenname lautete Barthel. Danach endete die Produktion. 1904 wurde das Unternehmen aufgelöst.

## Fahrzeuge
Im Angebot stand nur ein Modell. Es hatte einen Zweizylindermotor mit 14 PS Leistung.